# Gruszecznik

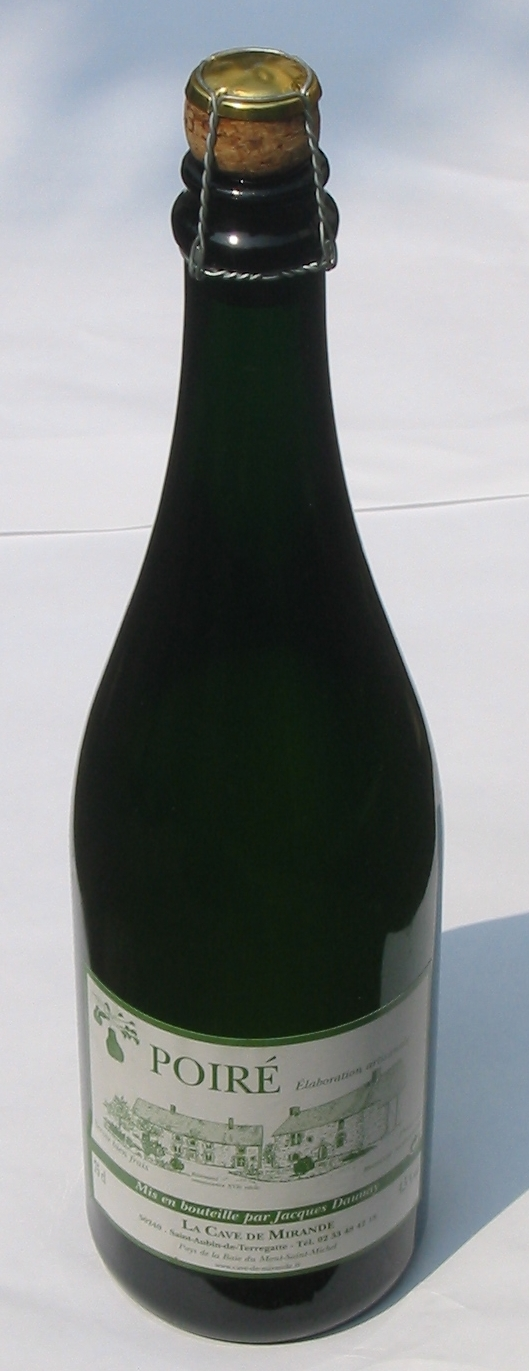
butelka gruszecznika z Normandii

Gruszecznik, perry, cydr gruszkowy – napój alkoholowy, pod względem smaku i technologii wytwarzania zbliżony do cydru, produkowany z przefermentowanego soku z dojrzałych gruszek,